# Zwarte Berg (Hoogeloon)

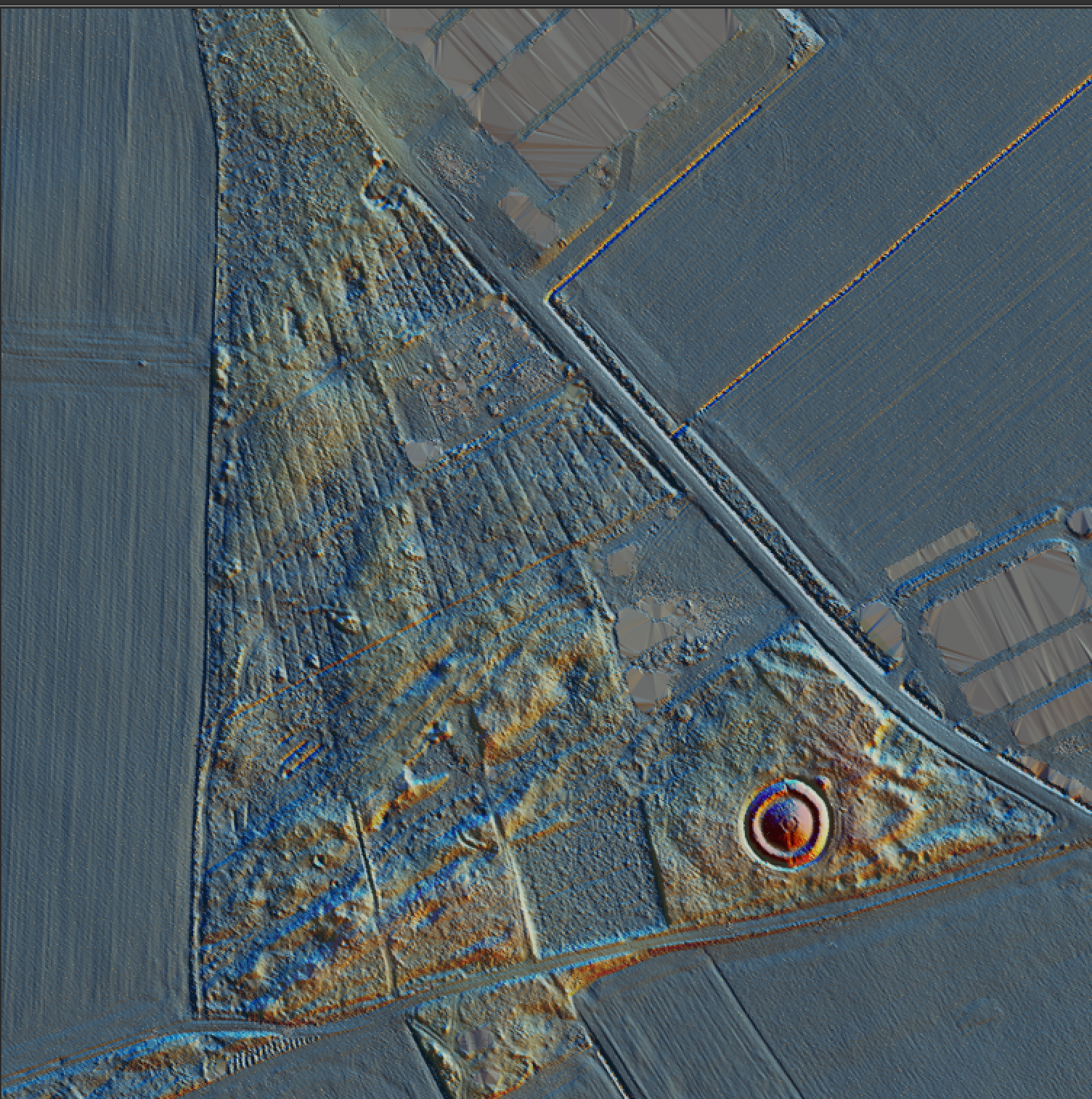
De grafheuvel is duidelijk te herkennen op de Algemene Hoogtekaart Nederland door de herstelwerkzaamheden na de ingrijpende opgraving.

De Zwarte Berg of Zwartenberg is een grafheuvel aan de Groenstraat ten noordwesten van Hoogeloon in de gemeente Bladel in de Nederlandse provincie Noord-Brabant. Het is een van de grootste grafheuvels van Nederland en België uit de bronstijd.
In de jaren 1980 zijn de grafheuvel, een Romeins grafveld en een fragment van een Romeinse weg onderzocht. De grafheuvel is ongeveer 1500 v.Chr. tijdens de Hilversumcultuur aangelegd door het opstapelen van heideplaggen. In het graf werden de resten geplaatst van een verbrande dode. Deze overledene kreeg in zijn graf een bronzen bijl mee als grafgift.
De grafheuvel is van het type ringwalheuvel, waarbij de heuvel achtereenvolgens omgeven wordt door een gracht, een wal en een gracht met daarin palen. Aan de grafheuvel zijn in latere tijden nog veranderingen aangebracht. Daarbij is de heuvel omgeven door een hoefijzervormige palenkrans met de opening richting het noordoosten, de plaats waar de zon opkomt. In die richting heeft men ook een kleiner heuveltje opgeworpen die voorzien was van een paal in het midden en een krans van kleine kleinere palen rondom. Dergelijke heuvels lijken sterk op de grafheuvels van de Britse Wessexcultuur en werden gezien als bewijs van migratie. Een belangrijk verschil met de Engelse bell of disc-barrows de wal zich aan de buitenzijde van gracht bevindt. 
100 meter ten westen van de Zwartenberg lag de Smousenberg (dat wil zeggen: "Jodenberg"). Dit was eveneens een ringwalheuvel en had een lagere centrale heuvel en een hogere wal. Deze was vermoedelijk ouder in datering dan de Zwartenberg. Aangezien de grond van deze heuvel reeds was bestemd voor zandwinning, heeft men deze na onderzoek niet gerestaureerd maar afgegraven.
De grafheuvel zou mogelijk als monument voor zonneverering gediend hebben.
De grafheuvel is een rijksmonument.
Deze grafheuvel is dus een andere heuvel dan de zogenaamde Kaboutersberg, die ook in Hoogeloon ligt maar in het Koebos ligt. Dat is een Romeinse grafheuvel die toebehoort aan de aan de bewoners van de Romeinse villa die in Hoogeloon is gevonden.

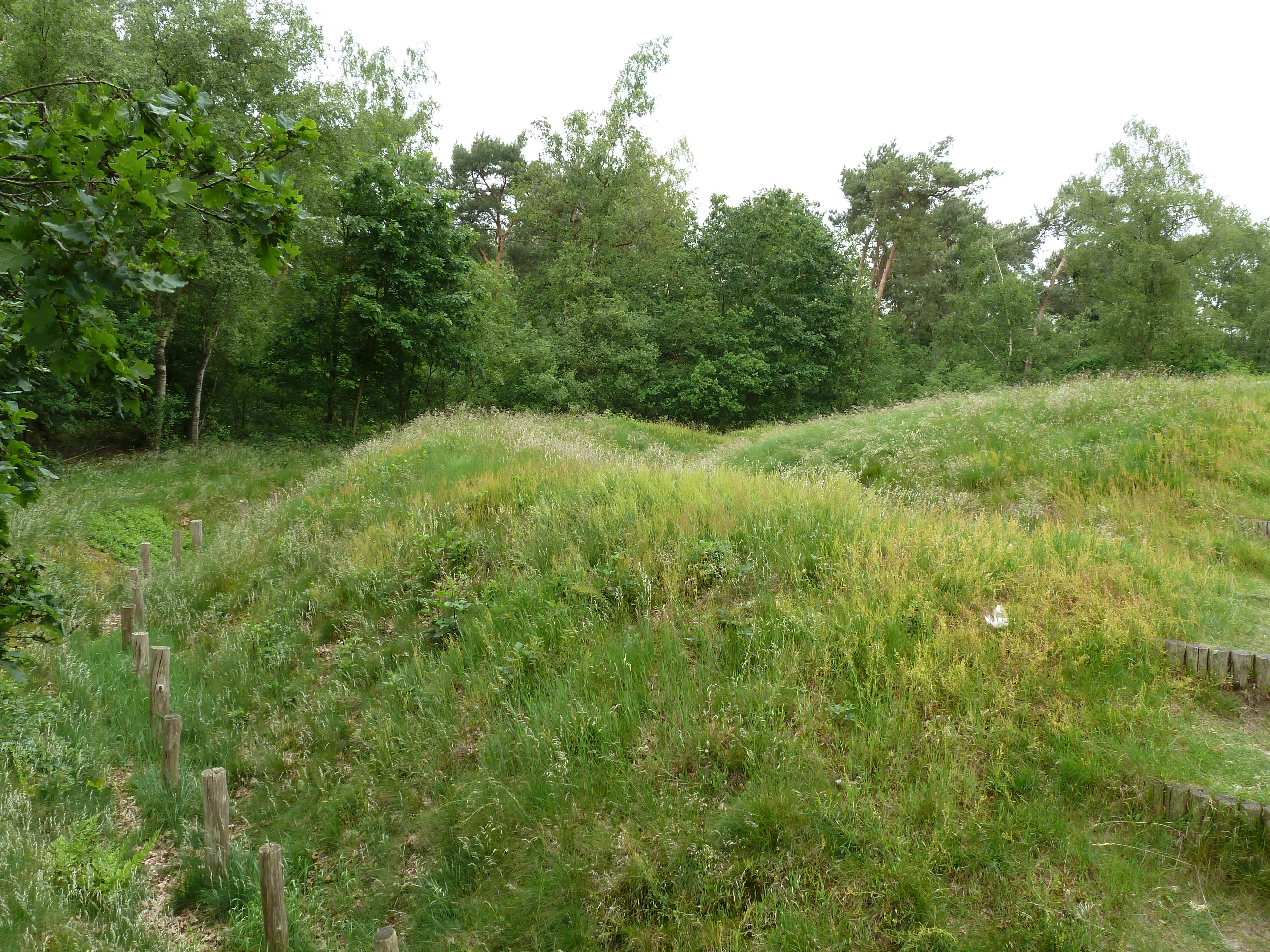
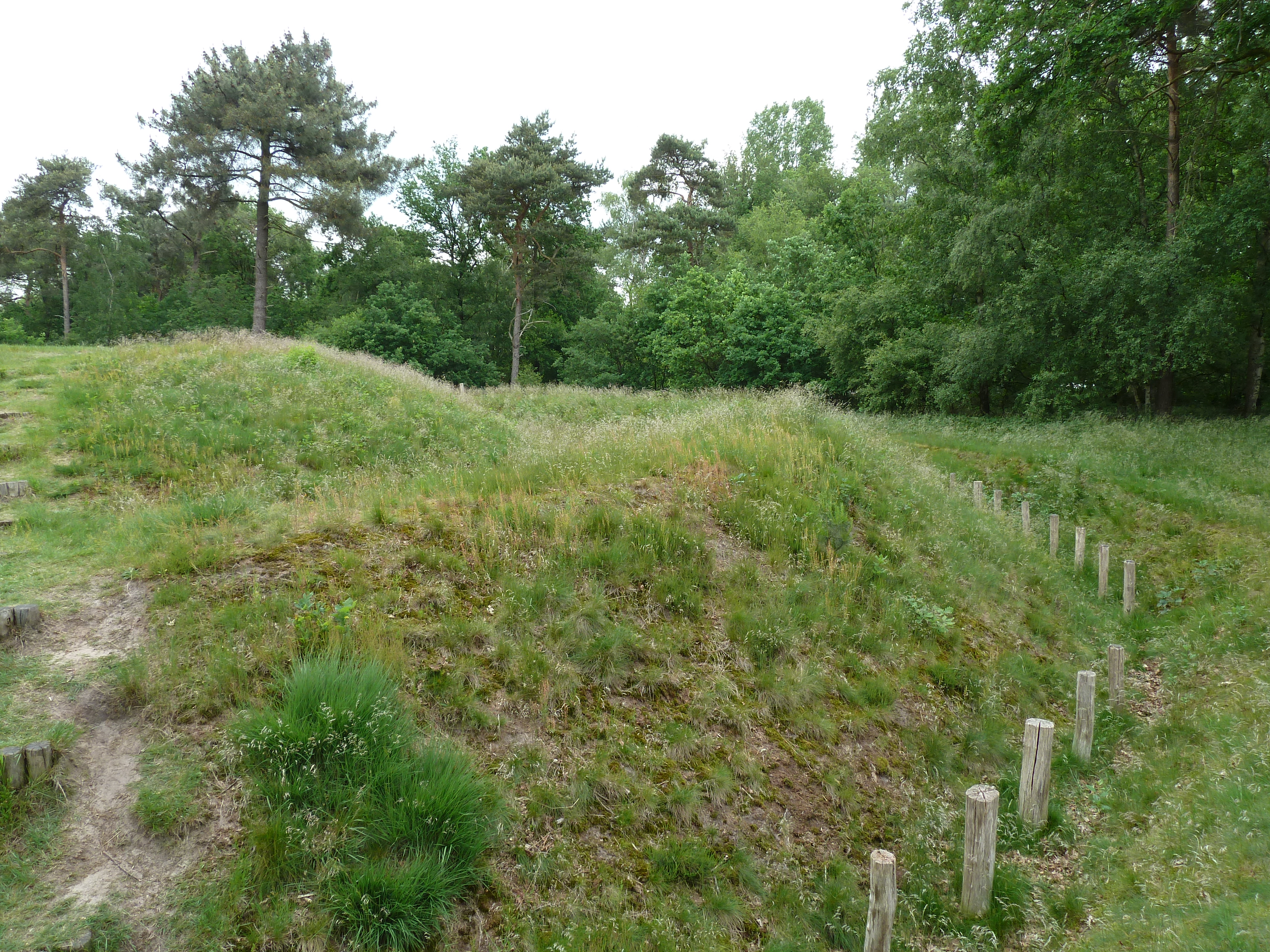
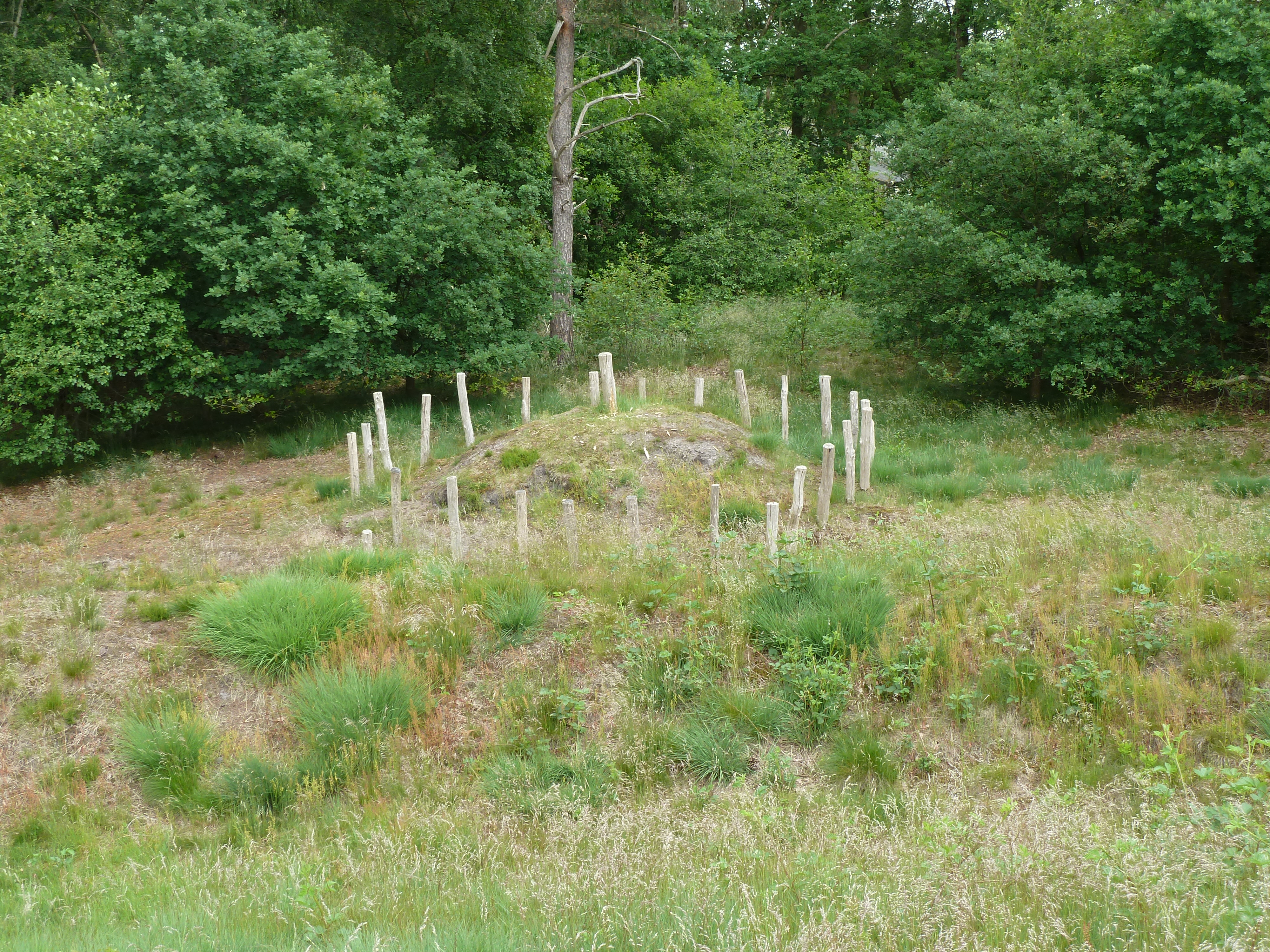